# Black and Tan (film)
Pour les articles homonymes, voir Black and Tan (homonymie).
Pour plus de détails, voir Fiche technique et Distribution.
Black and Tan est un film musical américain réalisé par Dudley Murphy en 1929. Ce court métrage s'inscrit dans le mouvement de la Renaissance de Harlem qui voit le renouveau de la culture afro-américaine et qui prend son essor à New York. C'est la première fois que Duke Ellington et Fredi Washington apparaissent à l'écran.
En 2015, le film fait son entrée dans le National Film Registry pour être conservé à la Bibliothèque du Congrès en raison de son importance « culturelle, historique, ou esthétique ».

## Synopsis
À New York, un pianiste (Duke Ellington) ne parvient pas à trouver de concerts pour lui et son groupe. Sa situation financière est si difficile que deux hommes commissionnés par un huissier viennent confisquer son piano. Il réussit finalement à le conserver grâce à l'intervention de sa femme (Fredi Washington), une danseuse connaissant un certain succès, qui propose aux deux hommes de l'argent, qu'ils refusent, puis une bouteille de gin, denrée rare en période de prohibition, qu'ils acceptent. En échange, ils partent sans le piano et promettent de dire à l'huissier que personne n'était présent lors de leur passage.
La danseuse annonce ensuite au pianiste qu'elle a obtenu un emploi au célèbre Cotton Club et qu'elle peut faire venir le groupe de son compagnon, à condition qu'elle reste au centre du spectacle afin d'honorer le contrat passé avec le patron de l'établissement.
Peu après, on lui découvre un problème cardiaque. Mise en garde sur la nécessité d'arrêter la danse, elle rassure Duke sur son état de santé. Pourtant, après une période d'arrêt, elle revient sur scène et elle danse jusqu'à l'épuisement, s'effondrant alors que le groupe joue Cotton Club Stomp. Alitée dans son appartement, elle est consciente que sa mort est proche. Entourée par Duke et ses musiciens, elle leur demande alors de jouer le morceau Black and Tan Fantasy. Elle meurt peu après.

## Fiche technique
Sauf indication contraire, les informations mentionnées dans cette section peuvent être confirmées par la base de données cinématographiques IMDb,  présente dans la section « Liens externes ».
- Titre original : Black and Tan
- Réalisation : Dudley Murphy
- Scénario : Dudley Murphy
- Musique : Duke Ellington et le Cotton Club Orchestra, le Hall Johnson Choir
- Photographie : Dal Clawson
- Montage : Russell G. Shields
- Société de production : RKO Radio Pictures
- Format : noir et blanc • 1,20:1 • 35 mm • son monophonique
- Pays d'origine :  États-Unis
- Langue originale : anglais
- Genre : film musical, drame
- Durée : 19 minutes
- Dates de sortie :
  - États-Unis : 8 décembre 1929

## Distribution
- Duke Ellington : Duke, le pianiste
- Fredi Washington : Fredi, la danseuse
- Duke Ellington Orchestra, notamment composé d'Arthur Whetsol, Barney Bigard, Wellman Braud et Joe Nanton : Cotton Club Orchestra
- Hall Johnson Choir : le chœur
- Edgar Connor : le premier déménageur
- Alec Lovejoy : le second déménageur

## Production
Dudley Murphy réutilise largement le plateau et la même équipe technique que pour son film St. Louis Blues, un autre film musical sorti la même année. Le réalisateur fait usage d'effets visuels au service de la narration : dédoublements d'images, ombres et flous.
Le film marque les débuts de Duke Ellington et de Fredi Washington au cinéma. Cette dernière connaît ensuite une carrière à succès dans les années 1930, notamment avec le rôle de Peola Johnson dans Images de la vie de John M. Stahl.

## Importance et postérité
Black and Tan se distingue des autres courts métrages musicaux de son époque par la présence d'une intrigue relativement développée. En effet, en plus de la dimension tragique de l'histoire, Dudley Murphy n'omet pas de rendre compte de certaines réalités sociales ; ainsi, des gangsters impliqués dans le trafic d'alcool au cours de la prohibition peuvent être observés à l'intérieur du Cotton Club, et la ségrégation raciale y est également très visible, les Blancs étant les clients du club alors que les Noirs y travaillent.
La qualité sonore est plutôt bonne pour l'époque. Certains des morceaux interprétés dans le film sont des arrangements de morceaux de Duke Ellington : ainsi, la version de Black and Tan Fantasy jouée à la fin ne comporte pas le solo du trompettiste Bubber Miley présent sur la version originale de 1927 ; cependant, le chœur de Hall Johnson se superpose aux cuivres, la mort de Fredi est donc symbolisée par le gospel et l'air joué à la clarinette à la fin du morceau. C'est la retranscription au cinéma de cette effervescence culturelle des années 1920, connue sous le nom de Harlem Renaissance, qui permet au film d'entrer au National Film Registry et d'être conservé à la Bibliothèque du Congrès en 2015.